# Bertrand de Bar-sur-Aube
Bertrand de Bar-sur-Aube (Bertrand från Bar-sur-Aube), levde i slutet av 1100-talet och i början av 1200-talet, var en fornfransk poet från regionen Champagne i Frankrike som skrev ett antal chanson de geste. Han är författare av Girard de Vienne och han skrev troligen även Aymeri de Narbonne. De chanson de geste verken Narbonnais och Beuve de Hantone har även tillskrivits honom men dessa tillskrivningar har bestridits. I början av Girard de Vienne beskriver författaren sig själv som präst. Det finns ingen annan biografisk information om honom till hands.